# Big Brother & the Holding Company (àlbum)
Big Brother & the Holding Company és l'àlbum debut de la banda de rock psicodèlic de San Francisco Big Brother and the Holding Company, de la qual Janis Joplin era la seva cantant principal.
Va ser enregistrat durant tres dies al desembre de 1966 per Mainstream Records i publicat a l'estiu de 1967, poc després del gran èxit de la banda al Monterrey Pop Festival.
Columbia es va fer càrrec del contracte de la banda i va tornar a publicar l’àlbum, afegint dos cançons extres i posant el nom de Janis Joplin a la portada.
Diverses cançons de l'àlbum es van publicar com a senzills, el més reeixit va ser «Down on Me» en el seu segon llançament, el 1968.

## Enregistrament
La banda va signar amb Mainstream Records, el segell discogràfic de Bob Shad, productor de notables artistes com Charlie Parker, Sarah Vaughan i Quincy Jones entre d'altres, mentre es van veure atrapats a Chicago després que un promotor es va quedar sense diners al no tenir, els concerts, l’assistència esperada.
Els primers enregistraments es van dur a terme a Chicago al setembre de 1966, però no van ser satisfactoris i la banda va tornar a San Francisco.
La banda va enregistrar «Blindman» i «All Is Loneliness» a Los Angeles, i van ser publicats com a singles tot i que sense arribar a tenir bones ventes. Després d’una sèrie de concerts al nord de California van tornar a Los Angeles al desembre per enregistrar la resta de títols sota la producció de Bob Shad.

## Llista de cançons
| 1.  | «Bye, Bye Baby»              | Powell St. John                                    | 2:37 |
| 2.  | «Esy Rider»                  | J. Gurley                                          | 2:23 |
| 3.  | «Intruder»                   | J. Joplin                                          | 2:27 |
| 4.  | «Light Is Faster Than Sound» | P.Albin                                            | 2:30 |
| 5.  | «Call On Me»                 | S. Andrew                                          | 2:32 |
| 6.  | «Women Is Losers»            | J. Joplin                                          | 2:03 |
| 7.  | «Blindman»                   | P. Albin, S. Andrew, D. Getz, J. Gurley, J. Joplin | 2:23 |
| 8.  | «Down On Me»                 | Tradicional, arranjament de J. Joplin              | 2:04 |
| 9.  | «Caterpillar»                | P. Albin                                           | 2:18 |
| 10. | «All Is Loneliness»          | Moondog                                            | 2:30 |

| 1.  | «By, Bye Baby»               | Powell St. John                                    | 2:37 |
| 2.  | «Easy Rider»                 | J. Gurley                                          | 2:23 |
| 3.  | «Intruder»                   | J. Joplin                                          | 2:27 |
| 4.  | «Light Is Faster Than Sound» | P. Albin                                           | 2:30 |
| 5.  | «Call On Me»                 | S. Andrew                                          | 2:32 |
| 6.  | «Coo Coo»                    | P. Albin                                           | 1:56 |
| 7.  | «Women Is Losers»            | J. Joplin                                          | 2:03 |
| 8.  | «Blindman»                   | P. Albin, S. Andrew, D. Getz, J. Gurley, J. Joplin | 2:23 |
| 9.  | «Down On Me»                 | Tradicional, arranjament de J. Joplin              | 2:04 |
| 10. | «Caterpillar»                | P. Albin                                           | 2:18 |
| 11. | «All Is Loneliness»          | Moondog                                            | 2:30 |
| 12. | «The Last Time»              | J. Joplin                                          | 2:15 |

## Personal
Big Brother and the Holding Company
- Janis Joplin – veu
- Peter Albin – baix
- David Getz – bateria
- James Gurley – guitarra
- Sam Andrew – guitarra